# Port lotniczy Pucón
Port lotniczy Pucón – port lotniczy zlokalizowany w chilijskim mieście Pucón.